# Axel Wilhelm Eriksson

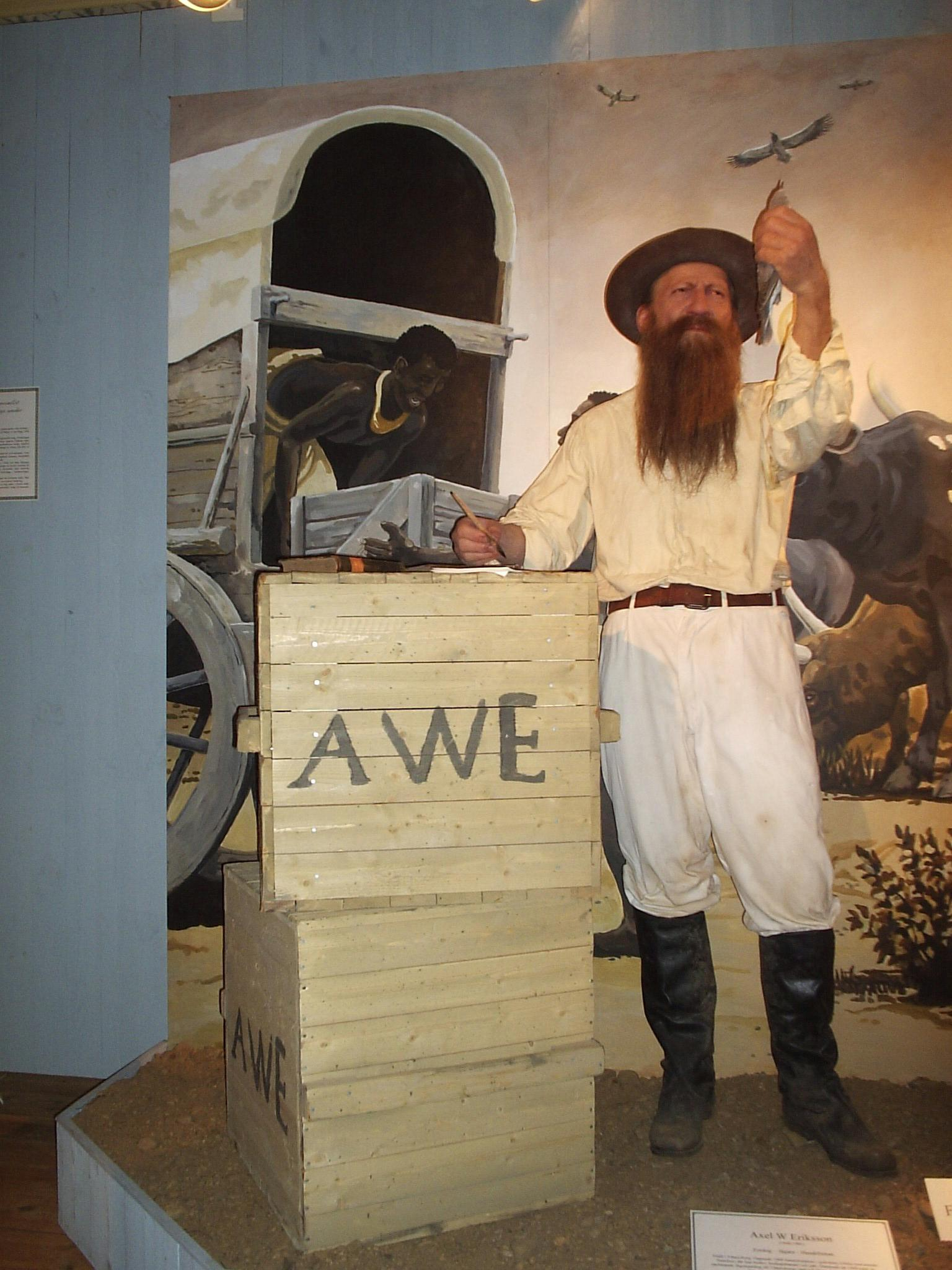
Darstellung von Eriksson im Vänersborg-Museum

Axel Wilhelm Eriksson (* 24. August 1846 in Vänersborg; † 5. Mai 1901 auf der Farm Urupupa, Deutsch-Südwestafrika) war ein schwedischer Siedler, Händler, Ornithologe und Großwildjäger im heutigen Namibia.

## Leben
Eriksson arbeitete, als er 1866 ins heutige Namibia kam, zunächst als Assistent des Händlers Karl Johan Andersson und übernahm nach dessen Tod 1867 die Geschäfte. Er handelte vor allem mit Elfenbein, Straußenfedern und Fellen zwischen Angola und der Kapkolonie. In dieser Zeit baute er eine große ornithologische Sammlung auf, die heute vor allem im Museum seiner Heimatstadt zu sehen ist.
1871 gründete er mit seinem Landsmann Anders Ohlsson und Thure Een in Omaruru eine Brauerei. 1878 hatte er mehr als 40 weiße Angestellte.
Eriksson war als Unterstützer der Dorslandtrekker bekannt. Er siedelte später auf der Farm Rietfontein bei Grootfontein, in der damals von den Trekkern gegründeten Republik Upingtonia.
Eriksson starb auf seiner Farm Urupupa. Sein Grab ist seit 1974 ein Nationales Denkmal Namibias. Die Inschrift auf dem Grabstein lässt vermuten, dass Eriksson Großwildjäger war.
Eriksson war ab 1871 mit Frances Stewardson verheiratet, mit der er zwei Söhne hatte. Axel Eriksson (1871–1924) war ein bekannter Maler und starb bei Warmbad. Andrew Albert Eriksson (1876–1955) war Priester in Schweden. Die einzige Tochter aus der Ehe, Maud Alice Eriksson lebte zuletzt in England. Eriksson war in zweiter Ehe mit einer Prinzessin der OvaHerero verheiratet, mit der er Sohn Jakob hatte, der später Farmer im heutigen Mosambik wurde.